# Nigrosina

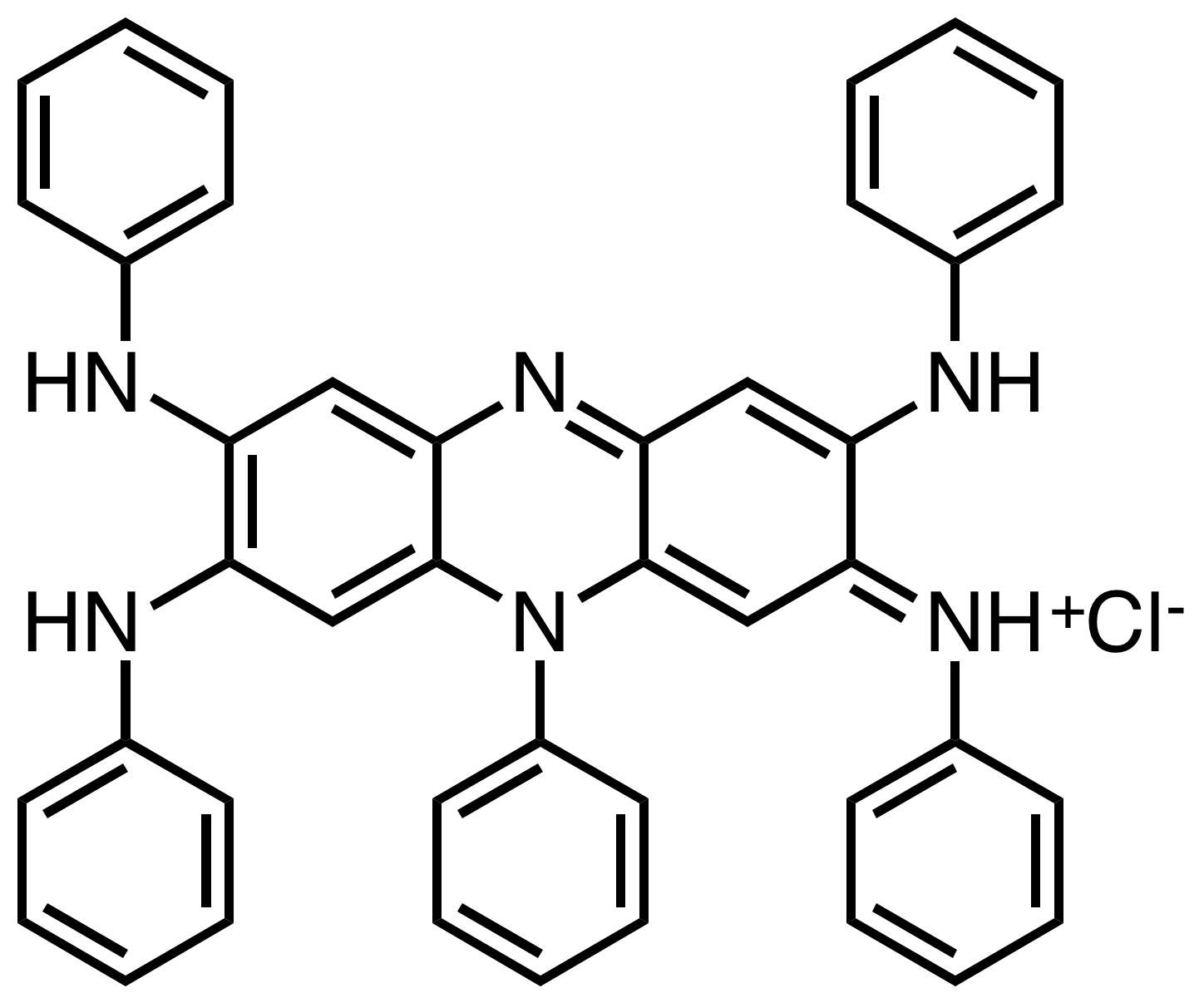

La Nigrosina è una miscela di coloranti neri sintetici, fondamentalmente composta dal colorante classificato nel Colour Index come CI 50415, e dal Solvent black 5. Si ottiene scaldando una miscela di nitrobenzene, anilina e anilina cloroidrata, in presenza di un catalizzatore di ferro o rame. Ha molteplici usi industriali specialmente come sostanza colorante (il principale è negli inchiostri per penne e pennarelli). Dalla solfonazione della nigrosina si ottiene un colorante solubile in acqua classificato nel Colour Index come Acid Black 2 . 
In biologia la nigrosina è utilizzata per colorare ed identificare i batteri e le capsule contenenti spore fungine, Cryptococcus neoformans. Le forme e dimensioni degli organismi sono visti come contorni privi di colore su uno sfondo scuro. Un importante vantaggio nell'utilizzo di questo metodo, piuttosto che nell'uso del blu di metilene o carbolfucsina, è la non necessaria preventiva fissazione tramite calore o alcool, così gli organismi sono visti in forme più realistiche. Inoltre, la colorazione negativa con la nigrosina può rivelare alcuni microrganismi che non possono essere colorati dai metodi regolari. La nigrosina WS viene utilizzato nei test di vitalità poiché le cellule viventi escludono il colorante, il quale riesce a penetrare nelle cellule morte.